# Enrique Díaz Tovar
Enrique Díaz Tovar (María La Baja, Bolívar; 3 de abril de 1945-Montería, 18 de septiembre de 2014) Cantautor, acordeonero, compositor de folclor vallenato y música sabanera, es conocido como el "Tigre de María La Baja", fue uno de los pocos juglares vallenatos de Colombia, de quien se decía que tenía un parecido en el tono de su voz con el ya fallecido rey vallenato Alejandro Durán.

## Trayectoria
Nació en Marialabaja, pero fue criado por su abuela en Palo Alto (Municipio de San Onofre) en labores campesinas durante toda su infancia. Hacia sus 14 años su familia se trasladó para Nueva Estación, centro poblado de Buenavista (Córdoba). Fue ahí donde aprendió a tocar instrumentos como la violina y después el acordeón. Vivió la mayoría de su vida en Planeta Rica (Córdoba). El mismo municipio donde vivió sus últimos años y está sepultado el Negro Alejo.
Entre sus logros, está el haber sido elegido Rey Sabanero del Acordeón en Sincelejo en el año de 1986. Entre sus éxitos más populares se encuentra La Caja Negra, Rancho Triste, La Monterrubiana, El Rico Cuji. Sus álbumes suman más de 51. La Caja Negra del compositor Rafael Valencia e interpretado por este juglar vallenato es quizás el mayor de sus éxitos que también ha sido grabado por Carlos Vives. Díaz Tovar se encuentra entre los artistas más reconocidos del vallenato. En los últimos meses había sufrido problemas cardíacos y tuvo que ser hospitalizado en Montería, finalmente murió el 18 de septiembre de 2014 de un cáncer de pulmón.

## Composiciones
- La caja negra: Este tema ha sido grabada por Enrique Díaz. Carlos Vives & Egidio Cuadrado también la grabaron en el álbum Clásicos de la provincia II (2009).
- El rico cují: Canción grabada por Peter Manjarrés en el álbum Sólo clásicos (2008).